# جوزف سارجنت
جوزف سارجنت (انگلیسی: Joseph Sargent؛ زادهٔ ۲۲ ژوئیهٔ ۱۹۲۵) یک کارگردان فیلم اهل ایالات متحده آمریکا بود. وی از سال ۱۹۵۱ تا ۲۰۰۹ میلادی مشغول فعالیت بود.

## گزیده فیلم‌شناسی
| سال  | عنوان                                    | کارگردان | تهیه‌کننده |
| ---- | ---------------------------------------- | -------- | --------- |
| ۱۹۶۸ | جهنم با قهرمانان                         | N        |           |
| ۱۹۷۰ | قبیله‌ها (فیلم)                           | N        |           |
| ۱۹۷۲ | مرد (فیلم ۱۹۷۲)                          | N        |           |
| ۱۹۷۳ | رعد و برق سفید (فیلم ۱۹۷۳)               | N        |           |
| ۱۹۷۴ | گرفتن پلهام یک دو سه (فیلم ۱۹۷۴)         | N        |           |
| ۱۹۷۷ | مک‌آرتور (فیلم)                           | N        |           |
| ۱۹۸۳ | کابوس‌ها (فیلم ۱۹۸۳)                      | N        |           |
| ۱۹۸۳ | روز یادبود (فیلم ۱۹۸۳)                   | N        |           |
| ۱۹۸۷ | آرواره‌ها: انتقام                         | N        | N         |
| ۱۹۹۸ | جنایت و مکافات (فیلم ۱۹۹۸)               | N        | N         |
| ۲۰۰۰ | برای عشق یا کشور: داستان آرتورو ساندووال | N        |           |